# Franklin & Bash
Franklin & Bash è una serie televisiva statunitense prodotta dal 2011 al 2014.
È trasmessa in prima visione negli Stati Uniti dall'emittente via cavo TNT dal 1º giugno 2011. Il 26 luglio 2011 è stata rinnovata per una seconda stagione, trasmessa dal 5 luglio 2012. In Italia è andata in onda dal 21 luglio 2012 all'11 febbraio 2013 su Cielo. Dalla seconda stagione è trasmessa da Sky Atlantic.
La serie è stata cancellata dopo quattro stagioni.

## Trama
La serie segue le vicende di Jared Franklin e Peter Bash, due avvocati e amici di lunga data.

## Episodi
| Stagione         | Episodi | Prima TV USA | Prima TV Italia |
| ---------------- | ------- | ------------ | --------------- |
| Prima stagione   | 10      | 2011         | 2012-2013       |
| Seconda stagione | 10      | 2012         | 2015            |
| Terza stagione   | 10      | 2013         | 2015            |
| Quarta stagione  | 10      | 2014         | 2015            |

## Personaggi e interpreti
- Jared "Elmo" Franklin (stagioni 1-4), interpretato da Breckin Meyer.
È il figlio irascibile e festaiolo di un famoso avvocato.
- Peter Bash (stagioni 1-4), interpretato da Mark-Paul Gosselaar.
Miglior amico di Jared e suo collega, è più maturo ed equilibrato del suo partner, ed ha ancora dei sentimenti per la sua ex fidanzata, Janie.
- Stanton Infeld (stagioni 1-4), interpretato da Malcolm McDowell.
Un tipo eccentrico, lavora al primo piano dello studio legale Infeld Daniels e assume Franklin e Bash dopo aver visto le loro tecniche non convenzionali in tribunale.
- Carmen Phillips (stagioni 1-3), interpretata da Dana Davis.
Ex galeotta che lavora per Jared e Peter.
- Pindar Singh (stagioni 1-3), interpretato da Kumail Nanjiani.
Un agorafobico molto appassionato di fantascienza che lavora per Franklin e Bash.
- Damien Karp (stagioni 1-4), interpretato da Reed Diamond.
Nipote di Stanton, lavora nello studio legale Infeld Daniels, che diventa geloso dei buoni rapporti e del veloce successo di Jared e Peter con suo zio. Aveva una relazione con Hanna Linden, finita perché non voleva averla con un collega.
- Hanna Linden (stagioni 1-2), interpretata da Garcelle Beauvais-Nilon.
Un avvocato che lavora nello studio legale di Infeld, ex amante di Damien.
- Rachel Rose King (stagione 3), interpretata da Heather Locklear.
Avvocatessa che diventa il nuovo socio dello studio.
- Anita Haskins (stagione 4), interpretata da Toni Trucks.
Laureata in diritto che si unisce allo studio.
- Dan Mundy (stagione 4), interpretato da Anthony Ordonez.
Eccentrico nuovo investigatore dello studio.